# Kustrzebkowate

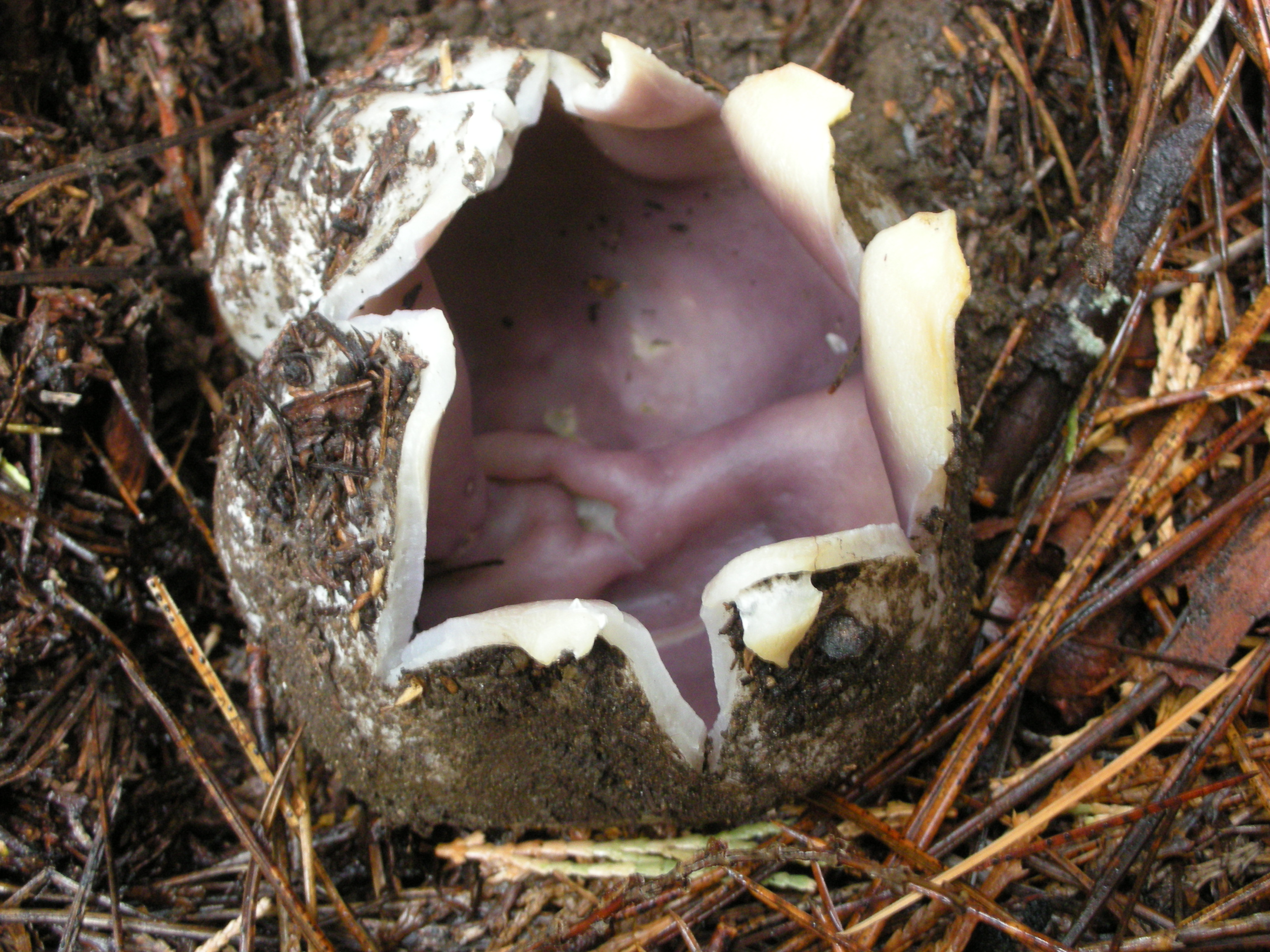
Koronica ozdobna (Sarcosphaera coronaria)

Kustrzebkowate (Pezizaceae Dumort) – rodzina grzybów z klasy workowców (Ascomycota).

## Charakterystyka
Grzyby ektomykoryzowe lub saprotroficzne, grzyby naziemne lub podziemne, niektóre gatunki występują na spaleniskach. Ich rozmiary wahają się od małych do dużych i generalnie są kruche ze względu na duże komórki. Owocniki w postaci apotecjów, gatunki podziemne mogą tworzyć psychotecja, stereotecja lub egzotecja. Większość członków rodziny ma worki amyloidalne, ale ta cecha nie występuje u większości gatunków podziemnych i w niektórych wczesnych liniach pochodnych. Pezizaceae i Ascobolaceae są jedynymi rodzinami kustrzebkowców o amyloidalnych workach. Zakres, lokalizacja i siła reakcji z jodem jest ważną cechą diagnostyczną przy oznaczaniu gatunków. U niektórych gatunków występuje silna reakcja ściany z aparatem apikalnym, u innych gatunków reakcja jest rozproszona i często wydaje się występować w śluzie otaczającym worki. Anamorfy historycznie zaliczane były do rodzajów Chromelosporium, Glischroderma, Oedocephalum, Ostracoderma i Rhinotrichum. Niektóre z ektomykoryzowych taksonów są znane tylko w postaci anamorfy.
W 2005 r. K. Hansen i inni, oraz Nicolas Van Vooren w 2020 r. przeprowadzili badania metodami biologii molekularnej nad filogenetycznymi powiązaniami w rodzinie kustrzebkowatych. W wyniku tych badań dokonano rewizji rodziny i ustalono nową jej taksonomię, przy okazji tworząc wiele nowych rodzajów.

## Systematyka i nazewnictwo
Pozycja w klasyfikacji według Index Fungorum:
Pezizales, Pezizomycetidae, Pezizomycetes, Pezizomycotina, Ascomycota, Fungi.
Według Index Fungorum bazującego na CABI databases do rodziny Pezizaceae należą rodzaje:
- Adelphella Pfister, Matocec & I. Kušan 2008 – żelówka
- Ahmadea Aman, Khalid & Moncalvo 2020
- Amylascus Trappe, 1971
- Aquapeziza D.M. Hu, L. Cai & K.D. Hyde 2012
- Anabahusakala Carmo, J.S. Monteiro, Gusmão & R.F. Castañeda 2014
- Antrelloides P.S. Catches. & D.E.A. Catches. 2018
- Babosia D.G. Knapp, Zagyva, Trappe & Kovács 2020
- Boudiera Cooke 1877
- Calongea Healy, Bonito & Trappe 2009
- Cazia Trappe 1989
- Chromelosporiopsis Hennebert 2020
- Daleomyces Setch. 1924
- Elaiopezia Van Vooren 2020
- Eremiomyces Trappe & Kagan-Zur 2005
- Geoscypha (Cooke) Lambotte 1887
- Glischroderma Fuckel 1870
- Hansenopezia Matocec, I. Kušan & Jadan 2020
- Hapsidomyces J.C. Krug & Jeng 1984
- Hydnobolites Tul. & C. Tul. 1843
- Hydnotryopsis Gilkey 1916
- Iodophanus Korf 1967
- Iodowynnea Medel Guzmán & S. Chacón, 1996
- Ionopezia Van Vooren 2020
- Kalaharituber Trappe & Kagan-Zur 2005
- Kimbropezia Korf & W.Y. Zhuang. 1991
- Legaliana Van Vooren 2020
- Malvipezia Van Vooren 2020
- Marcelleina Brumm., Korf & Rifai 1967
- Mattirolomyces E. Fisch. 1938
- Marcelleina Brumm., Korf & Rifai, 1967
- Mattirolomyces E. Fisch. 1938
- Muciturbo P.H.B. Talbot. 1989
- Mycoclelandia Trappe & G.W. Beaton 1984
- Ostracoderma Fr. 1825
- Pachyella Boud. 1907
- Pachyphlodes Zobel 1854
- Pachyphloeus Tul. & C. Tul., 1844
- Paragalactinia Van Vooren 2020
- Peziza Dill. ex Fr. 1822 – kustrzebka
- Phaeopezia (Vido) Sacc. 1884
- Phylloscypha Van Vooren, N. 2020
- Plicariella (Sacc.) Rehm 1894
- Purpureodiscus (G. Hirsch) Van Vooren 2020
- Rhodopeziza Hohmeyer & J. Moravec 1995
- Ruhlandiella Henn. 1903
- Sarcopeziza Loizides, Agnello & P. Alvarado 2018
- Sarcosphaera Auersw. 1869 – koronica
- Sphaerozone Zobel 1854
- Stouffera Kovács & Trappe 2011
- Temperantia K. Hansen, Healy & Kovács 2011
- Terfezia (Tul. & C. Tul.) Tul. & C. Tul. 1851
- Tirmania Chatin, 1892
- Ulurua Trappe, Claridge & Kovács 2010
- Velenovskya Albanese, Boragine, M. Carbone & P. Alvarado 2022[2].

Nazwy naukowe na podstawie Index Fungorum. Nazwy polskie według M.A. Chmiel i Komisji ds. Polskiego Nazewnictwa Grzybów.